# Hippeastrum stylosum
Hippeastrum stylosum är en amaryllisväxtart som beskrevs av Herb.. Hippeastrum stylosum ingår i släktet amaryllisar, och familjen amaryllisväxter. Inga underarter finns listade i Catalogue of Life.

## Bildgalleri

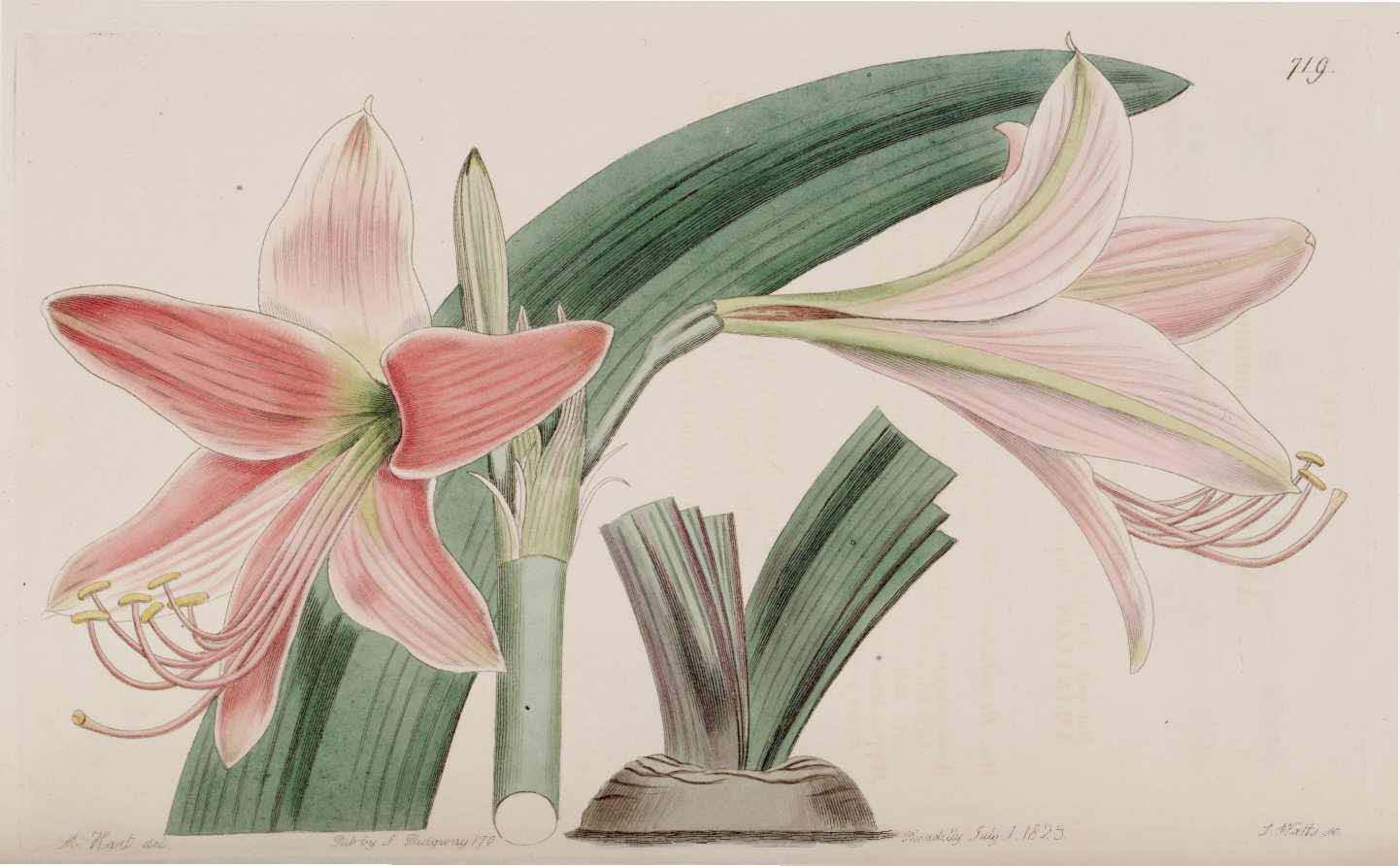